# Hoplitis nigrella
Hoplitis nigrella är en biart som först beskrevs av Michener 1954.  Hoplitis nigrella ingår i släktet gnagbin, och familjen buksamlarbin. Inga underarter finns listade i Catalogue of Life.